# Rakija od kajsije
Rakija od kajsije (kajsijevača) predstavlja jedno od popularnijih i cenjenijih pića u Srbiji. To je jako alkoholno piće dobijeno procesom fermentacije kljuka koji je dobijen muljanjem ploda kajsije i destilacijom prevrelog kljuka.
Kajsija sazreva obično početkom jula, plod je krupan i njegova masa se kreće u granicama od 40g-50g okruglastog oblika, pokožica je intenzivne
žute boje sa dopunskim crvenilom koje nastaje sa one strane ploda koje je bila više izložena suncu.
Preko dopunskog crvenila prisutne su tamne tačkice, mezokarp (mesnati deo kajsije) je sočan, čvrst i aromatičan.
Procenat suve materije u kajsiji se kreće oko 16%, a ukupne kiseline 1.02%.

## Sorte kajsije za proizvodnju rakije
Kečkemetska ruža je naročito rasprostranjena u okolini grada Kečkemeta, u Mađarskoj. Sazreva u drugoj polovini meseca jula i početkom avgusta.Daje rakiju vrhunskog kvaliteta. Plod je nešto sitniji, izduženo-pljosnatog oblika.Pokožica je žute boje,a sa sunčane strane ima dopunsko rumenilo. Mezokarp je žut, aromatičan, slatko-nakiselog ukusa, cepača (lako se može prepoloviti). Masa ploda je oko 35g.Suva materija se kreće 16%-17%, dok ukupne kiseline 1.17%.
Roksana sorta potiče iz Avganistana. Sazreva kasno, krajem jula i početkom avgusta.Osetljiva je na rane mrazeve,ima veliki prinos. Plod je krupan i masa se kreće 55g-60g,suva materija oko 15%,ukupne kiseline 0.97%. Plod je loptasto-izdužen, sa simetričnim polutkama.Pokožica je narandžaste boje i rumena sa sunčane strane. Mezokarp je narandžaste boje,čvrst,sočan,slatko-nakiselog ukusa sa sortnom aromom. Koristi se kao stono voće,a cenjena je sirovina za sve vidove prerade. Daje kvalitetnu rakiju.
Cegledi bibor je sorta Mađarskog porekla.Sazreva u drugoj polovini jula,nedelju dana posle sorte Mađarske najbolje. Plodovi su vrlo krupni 55g-60g, suva materija oko 16%,ukupne kiseline 0.86% a bujnost stabla velika.Plod je bočno spljošten i vizuelno veoma atraktivan. Osnovna narandžasto-žuta boja pokožice protkana je jasnom karmin-crvenom bojom.Mezokarp je narandžasto-žute boje,slatko-nakiseo i vrlo aromatičan. Koristi se dosta kao stono voće, a veoma je pogodna i za sve ostale vidove prerade.Daje rakiju vrhunskog kvaliteta.

### Proces prerade kajsije do kljuka
Tehnologija dobre prerade voća predstavlja jedan od bitnijih faktora koji utiču na kvalitet buduće rakije. Proces muljanja predstavlja usitnjenje krupnih plodova voća do sitnijih delova tipa kaše. Individualni proizvođači često stavljaju cele plodove kajsije u sud za vrenje. Alkoholna fermentacija celih plodova kajsije je dosta usporena, naročito ukoliko su plodovi nešto čvršći. U ovakvim slučajevima vrenje može da potraje i više meseci, što svakako utiče da se dobije i manja količina alkohola za 1,8 – 3 vol.% i znatno viši sadržaj isparljivih kiselina. Ukoliko se plodovi kajsije izmuljaju, alkoholna fermentacija počinje ranije i završava za kraće vreme. Muljanje može da se obavi muljačom, sa valjcima koji se koriste i za muljanje grožđa s tim da se valjci nešto razmaknu i oblože gumom. Ukoliko se koristi muljača sa plastičnim valjcima, dovoljno je da se oni nešto razmaknu, tako da se kajsija izmulja, a koštice ostanu neoštećene. Kada postoje uslovi za izdvajanje koštica, treba ih obavezno ukloniti iz kljuka. Ako koštica ostaje u kljuku mora se paziti da se ne izlomi više od 5%, inače će rakija imati više cijanovodonične kiseline koja daje ukus i miris na košticu, a u nekim slučajevima čak neprijatno gorak ukus.
Sve u svemu cilj ovog procesa muljanja je da se dobije kompaktna kaša koja treba da se podvrgne fermentaciji.

### Alkoholna fermentacija
Alkoholna fermentacija je proces prevođenja ugljenih-hidrata u alkohol pod dejstvom alkoholnih kvasaca (saharomices cerevisiae).
Početak alkoholnog vrenja kljuka opaža se po formiranju klobuka, kape ili šešira, na, njegovoj površini koji nastaje izdvajanjem čvrstih delova kljuka pod pritiskom ugljen-dioksida koji nastaje. U burnom vrenju nastaje i pena uz karakteristično šuštanje koje prouzrokuje oslobađanje ugljen-dioksida. U toku alkoholne fermentacije vrenja, povećava se i temperatura kljuka za nekoliko stepeni.
Što se tiče dužine alkoholne fermentacije od uticaja su, pre svega, sledeći faktori:
- temperatura;
- sadržaj šećera u plodu ;
- način previranja (otvorenog ili zatvorenog);
- da li se dodaje kvasac ili ne;
- od stepena izmuljanosti ploda i tome sl.

Alkoholna fermentacija je najbolje obaviti u prohromskim ili (koji su zatvoreni da ne dođe do oksidacije kljuka i stvaranja viška isparljivih kiselina), jer su oni napravljeni od nerđajućeg čelika i kiseline koje se nalaze u kljuku ne reaguju sa ovom vrstom čelika.Uz dobru zaštitu kljuka od nepoželjnog dejstva kiseonika iz vazduha mogu se dobiti jako kvalitetne rakije.
Postoje dve vrste pokretanja alkoholne fermentacije:
- Dejstvom prirodnih kvasaca.
- Dejstvom selekcionisanih kvasaca.

Glavna razlika između ova dva dejstva je ta sto se prirodni kvasac se nalazi na površini voća i ako se njegovo dejstvo ne inaktiviše on će vršiti previranje kljuka prilikom čega se kao glavni proizvod izdvaja alkohol.Selekcionisani kvasci su mikroorganizmi kod kojih fermentacija ide kontrolisanim tokom i oni se za razliku od prirodnih kvasaca dodaju u kjuk i vrše njegovo previranje.

### Destilacija
Proces destilacije je tehnološka operacija pomoću koje se komponente iz tečnih smeša delimično ili potpuno razdvajaju,na osnovu njihovih različitih napona para,odnosno tačkama ključanja,na jednoj istoj temperaturi. U ovom procesu udeo pare lakše isparljive komponente je uvek veći u parnoj fazi nego u tečnoj smeši. Destilacijom prevrelog kljuka se dobija destilat koji se sastoji iz komponenata koji preovlađuju u toj smeši a te komponente su etil-alkohol i voda. Takođe dolazi do izdvajanja komponenata koje se relativno nalaze u malim količinama a to su aromatična jedinjena i jedinjenja koja daju ukus rakiji kao sto su višak šećera koji nije prevreo u procesu fermentacije,razne kiseline i druga organska jedinjena koja utiču na kvalitet buduće rakije.
Ovaj proces destilacije se može obaviti na tradicionalnim bakarnim kazanima prilikom čega treba voditi računa da kjuk ne zagori jer tada buduća rakija može da poprimi miris i ukus na zagorelo i pomoću rektifikatora (Uređaji koji vrše višestepenu destilaciju), korišćenjem ovih dviju uređaja može se dobiti kvalitetna rakija ali samo ako se oni na pravi način koriste.

### Starenje rakije i njeno pakovanje u boce
Nakon dobijanja, sveži destilati su oštrih tonova, primetno opalescentni, utoliko više što je koncentracija etanola manja,i obrnuto.Zato oni nisu odmah pogodni za konzumiranje.Na mirisu su oštri ,pale,a na ukusu grubi,robusni,neharmonički i paleći. Pa je zato potrebno da isti,određeno vreme budu u nekom drvenom sudu radi harmonizacije i oplemenjivanja. Tokom procesa sazrevanja odigravaju se vrlo složene fizičko-hemijske i biohemijske reakcije primarnih sastojaka destilata i sekundarnih sastojaka drvenog suda. Tokom sazrevanja u drvenim sudovima dolazi do ekstrakcije raznih sastojaka iz duga (deo drvenog bureta),njihovog razlaganja,oksidacije,esterifikacije itd. Tako dolazi do bistrenja, bojenja, poboljšanja ukusa i povećanja ukupne količine mirisnih i aromatičnih sastojaka destilata. Po izvršenju svih ovih procesa ostaje nam još samo da samo napunimo staklene boce (staklene boce se koriste jer nemaju uticaja na kvalitet rakije) spakujemo u transportne kutije i dostavimo ih potrošačima da jednostavno uživaju u ovom piću.

## Spoljašnje veze
- Kvasac
- Ocena kvaliteta
- Fermentacija
- Određivanje količine alkohola u rakijama